# Rollo
Rollo (fransk: Rollon) (født ca. 844-853, død ca. 933  var en vikingehøvding af nordisk afstamning, der blev den første hertug af Normandiet i Frankrig. Han blev stamfader til Normandiets hertugslægt, der efter den normanniske erobring af England i 1066 også blev konger af England.

## Oprindelse
Rollos baggrund har tidligere været omdiskuteret og svær at stadfæste. Ifølge normanniske krøniker stammede han fra Danmark, én nævner egnen omkring Faxe, og at han forlod Danmark omkring år 865 efter en fejde med en unavngiven konges og hans mænd. Da Rollos far døde, blev Rollos bror Gurim slået ihjel, hvorefter Rollo måtte flygte. Han kom derefter til Normandiet via øen Islay. Senere norsk og islandsk historieskrivning identificerer ham med "Gange-Rolv" (Göngu-Hrólfr) som nævnes i Snorri Sturlusons Heimskringla. De norske og islandske kilder, der "identificerer" Rollo som "Gange-Rolv", og i øvrigt hævder, at han skulle have haft norsk baggrund, er nedfældet cirka 300 efter Rollos levetid. Munken Dudo of Saint-Quentin forfattede, på kommission af Rollos sønnesøn, Richard d.1 af Normandiet., en biografi om Rollo sent i 900-tallet kaldet Historia Normannorum (eller Libri III de moribus et actis primorum Normanniae ducum). Man må formode, at Dudo havde adgang til både Rollos familie og til andre, der havde Rollo i levende erindring, da han forfattede biografien. Dudo skrev, at Rollo var dansk, fra "Dacia" i en latiniseret form. Andre normaniske kilder fra 1000-tallet, der også nævner at Rollo oprindeligt var dansk, er nedskrevet cirka 90-140 år efter Rollos levetid.
For Rollos danske afstamning taler Dudos beretning om et møde mellem Rollos søn Vilhelm Langsværd og Hermann Billung, hertug af Sachsen. Til Vilhelms overraskelse tiltalte Herman ham på dansk, som sachserne ellers ikke forstår. Herman forklarer, at det har han lært mod sin vilje, som krigsfange i Danmark. Vilhelm sendte selv sin søn Richard den Frygtløse til Bayeux, hvor koncentrationen af danske indvandrere var særlig høj, for at han kunne lære ordentligt dansk. Richard blev i andet ægteskab gift med danske Gunnor, med hvem han havde sønnerne Richard 2. den Gode, Robert den Danske, ærkebisp af Rouen, og datteren Emma, gift med Knud den Store, som alle tre havde dansk som modersmål.
En DNA-analyse fra 2014 konkluderede, at Rollo og hans forfædre 12 generationer tilbage kom fra Danmark, og at Rollo meget vel kunne komme fra Sjælland. Imidlertid blev analysens konklusioner tilbagevist i 2017, idet de menneskerester, der blev fundet i de undersøgte grave, ikke kunne være Rollo og hans familiemedlemmer. Dermed forbliver det et åbent spørgsmål om det er rigtigt, som der står i en normannisk krønike, at Rollo stammede fra egnen omkring Faxe.

## Saint-Claire-sur-Epte-traktaten
År 911 overlod den franske kong Karl den Enfoldige Rollo et større landområde og udnævnte ham til "Normannernes Jarl". Det skete ved Saint-Clair-sur-Epte-traktaten. "Denne overenskomst havde frankerne bedt om, da de ikke længere med deres sværd kunne modstå danernes økser", skriver Vilhelm af Poitiers. Ifølge Dudo var de tre vigtigste punkter i traktaten, at Rollo blev betroet området mellem Epte og havet, at han skulle acceptere at blive døbt, og at han skulle beskytte kongeriget mod angreb, specielt fra sine egne landsmænd, danskerne.
Rollo skulle også aflægge troskabsed til kongen, hvilket indebar, at han skulle kysse kongens fod. Det nægtede han at gøre, så man blev enige om, at en af hans mænd kunne gøre det i stedet. Det var vikingen heller ikke meget for. "Denne mand greb kongens fod og løftede den op til sine læber uden at bøje sig, med det resultat at kongen tumlede omkuld. Mængden af tilskuere brød ud i høj latter."
I Frankrig lod han sig døbe i katedralen i Rouen i 912 til navnet Robert, efter sin gudfader, hertug Robert, der var bror til Odo af Paris, og stamfader til Capetingerne.

## Jarl af Normandiet
Rollo overholdt stort set traktaten. Han genskabte freden og sikkerheden i Normandiet. Med støtte fra ærkebispen i Rouen fik han retableret kirke- og klosterlivet. Munkene turde vende tilbage med deres relikvier. Efter at Karl den Enfoldige var blevet afsat og fængslet, følte Rollo sig mindre bundet af traktaten. Han angreb Picardiet og Flandern, hvor han erobrede og afbrændte byerne Beauvais, Amiens, Arras og Noyon. Han mødte modstand fra Hugo den Store, søn af Rollos gudfar, og Arnulf 1., søn af Balduin 2. den Skaldede af Flandern.
Rollo nævnes sidste gang som levende i 928, i 933 nævnes hans efterfølger Vilhelm 1. . Rollos død daterer sig derfor imellem disse årstal. En kilde angiver at Rollo døde i 
931 i en alder af 86 år.

## Fodnoter
1. ↑  Der har hersket en vis usikkerhed, især før 2014, om han var dansk eller norsk, jf. prof. Inge Skovgaard-Petersen,[2]